# 나의 조국 (이라크의 옛 국가)
나의 조국(영어: My Country)는 1959년부터 1965년까지 사용된 이라크의 옛 국가이다. 레비스 잔바카가 작곡하였으며, 가사는 없다. 후에 이집트에서 사용하던 나의 무기여를 빌려 쓰다가 두 강의 땅을 사용하게 된다.
사담 후세인이 물러난 뒤에도 국가로 다시 제정되었으나, 2004년 나의 조국이 국가로 제정되면서 폐지되었다.